# Eric Ambler
Eric Ambler (Londres, 28 de junho de 1909 — Londres, 22 de outubro de 1998) foi um escritor britânico de romances de espionagem. Também foi roteirista e produtor cinematográfico.

## Biografia
Eric Ambler teve uma infância, segundo a sua própria autobiografia (Here Lies: An Autobiography, 1985) onde narra com humor e modéstia a primeira parte da sua vida. Em 1928 obtém o seu título de engenheiro, mas prefere se dedicar à publicidade, profissão que exercerá até finais da Segunda Guerra Mundial e que alternará com a escrita de romances. Entre 1936 e 1940, escreveu seis romances de espionagem que se converterão em clássicos da literatura universal. 
Permanecerá seis anos nos batalhões da propaganda cinematográfica, escrevendo guiões e realizando filmagens nos lugares de batalha, onde conhece John Huston). Depois da guerra prova sem sucesso a aventura americana em Hollywood. Escreve alguns guiões, mas ao cabo de pouco tempo regressa ao romance. 
Decide voltar à Europa em 1958. Continuou escrevendo numerosas romances até 1981.

## Tipo de literatura
O contributo de Eric Ambler será essencial para elevar o thriller à categoria de literatura nobre. O romance negro será o género preferido por Ambler, já que permitia-lhe expressar as suas opiniões políticas, sem nunca cair nas ilusões das utopias. As suas personagens são pessoas normais, muitas vezes são espias sem pretender sê-lo, anti-heróis "açoitados" por forças que as superam. Ambler utiliza a sua experiência no mundo dos negócios e a sua formação como engenheiro para dar verosimilhança aos seus relatos, servindo-se do muito britânico sentido de humor e de um estilo de escrita inimitável.

## Obras literárias

### Romances
- The Dark Frontier (1936)
- Uncommon Danger (1937), US title: Background to Danger
- Epitaph for a Spy (1938)
- Cause for Alarm (1938)
- A Máscara de Dimitrios (1939)
- Journey into Fear (1940)
- Judgment on Deltchev (1951)
- The Schirmer Inheritance (1953)
- The Night-Comers (1956), also published as State of Siege
- Passage of Arms (1959); Gold Dagger Award
- The Light of Day (1962), também publicada como Topkapi; Edgar Award para melhor romance, 1964
- A Kind of Anger (1964)
- This Gun for Hire (1967), also published as Dirty Story
- The Intercom Conspiracy (1969), also published as The Quiet Conspiracy
- The Levanter (1972); Gold Dagger Award
- Doctor Frigo (1974)
- Send No More Roses (1977), US title: The Siege of the Villa Lipp
- Correndo contra o tempo - no original The Care of Time (1981)

### Coleções
- The Ability to Kill: and Other Pieces (1963), publicada com um capítulo de John Bodkin Adams * Here Lies: An Autobiography (1985) Edgar Award for Best Critical/Biographical Work, 1987
- Waiting for Orders (1991), também publicada como The Story so Far
  1. The Intrusions of Dr. Czissar
  2. The Army of Shadows
  3. The Blood Bargain
- Intrigue: Four Great Spy Novels of Eric Ambler, New York, Alfred A. Knopf, 1952
  1. Journey into Fear
  2. A Coffin for Dimitrios
  3. Cause fo Alarm
  4. Background to Danger

### Histórias curtas
- The Army of the Shadows (1939) in The Queen's Book of the Red Cross

### como  Eliot Reed (com  Charles Rhodda)
- Skytip (1950)
- Tender to Danger (1951), também publicada como Tender to Moonlight
- The Maras Affair (1953)
- Charter to Danger (1954)
- Passport to Panic (1958)

### Produtor
- 1947: The October Man, realizado por Roy Ward Baker
- 1949: Amigos apasionados (The passionate friends), realizado por David Lean